# اوسولیه-سیبیرسکویه
شهر اوسولیه-سیبیرسکویه (به روسی: Усолье-Сибирское) در کشور روسیه و در اوبلاست ایرکوتسک واقع شده‌است.

## نگارخانه

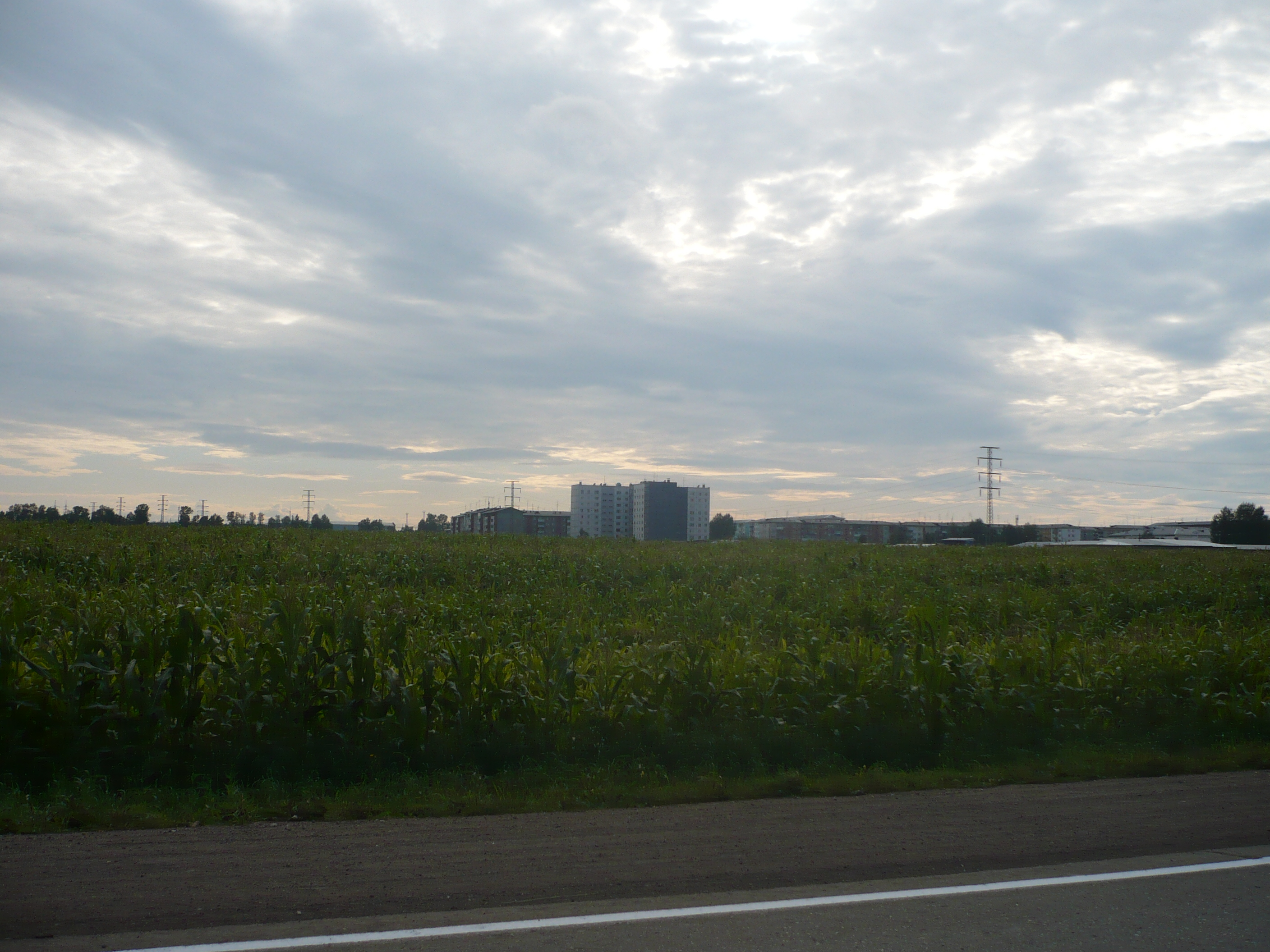
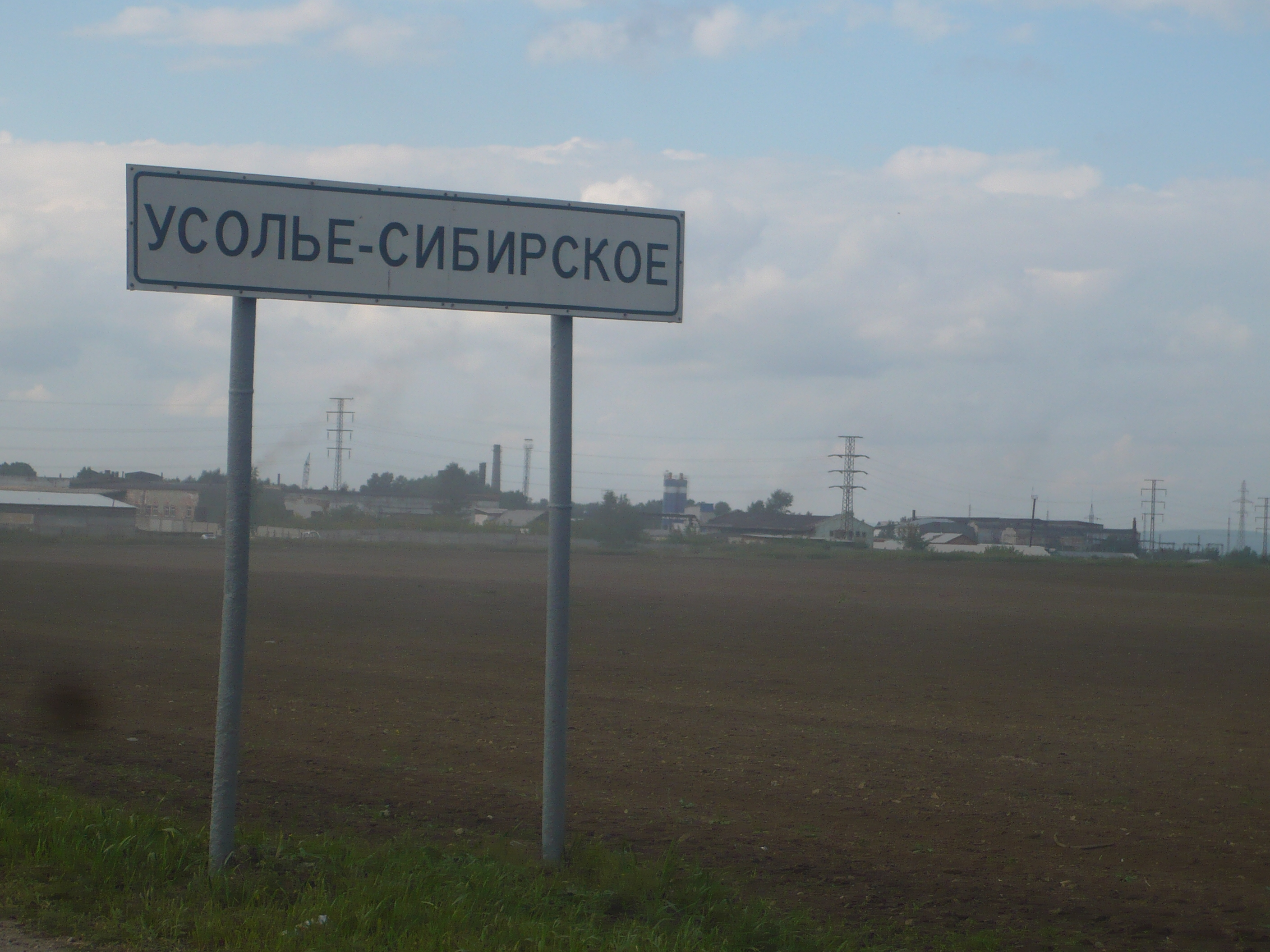